# Mehmet Korhan Fırat
Mehmet Korhan Fırat (Erzincan, 26 agosto 1988) è un attore turco.

## Biografia
Nato nel 1988 a Erzincan (Turchia), Mehmet Korhan Fırat dopo aver completato l'istruzione primaria e secondaria, ha deciso di iscriversi presso il conservatorio statale dell'Università di Selçuk, dove al termine degli studi ha conseguito la laurea. Dal 2010 al 2014 ha fatto il suo debutto sul piccolo schermo con il personaggio di Şahin Bulut nella serie Şefkat Tepe. Nel 2013 ha recitato nel cortometraggio ZAMPara diretto da Süleyman Fuat Sert.
Nel 2015 ha ricoperto il ruolo di Ali Babür nella serie Nizama Adanmış Ruhlar - Ekip 1. Dal 2017 al 2019 ha fatto parte del cast della serie Bizim Hikaye, nel ruolo di Tufan Şahin, seguito nel 2019 e nel 2020 dal ruolo di Celal Yeter nella prima stagione della serie My Home My Destiny (Doğduğun Ev Kaderindir). Nel 2020 è stato incluso nel cast della serie Payitaht Abdülhamid, nel ruolo di Tatavlalı, seguito nel 2021 da quello di Şahsuvar nella serie Mavera. Nel 2021 e nel 2022 è stato scelto per interpretare il ruolo di Ekrem Erten nella serie Love, Reason, Get Even (Aşk Mantık İntikam), seguito nel 2023 da quello di Oğuz Soykan nella serie Hudutsuz Sevda.

## Filmografia

### Televisione
- Şefkat Tepe – serie TV, 129 episodi (Samanyolu TV, 2010-2014)
- Nizama Adanmış Ruhlar - Ekip 1 – serie TV, 8 episodi (Samanyolu TV, 2015)
- Bizim Hikaye – serie TV, 70 episodi (Fox, 2017-2019)
- My Home My Destiny (Doğduğun Ev Kaderindir) – serie TV, 6 episodi (TV8, 2019-2020)
- Payitaht Abdülhamid – serie TV, 14 episodi (TRT 1, 2020)
- Mavera – serie TV, 26 episodi (TRT 1, 2021)
- Love, Reason, Get Even (Aşk Mantık İntikam) – serie TV, 42 episodi (Fox, 2021-2022)
- Hudutsuz Sevda – serie TV (Fox/Now, dal 2023)

### Cortometraggi
- ZAMPara, regia di Süleyman Fuat Sert (2013)

## Teatro
- Murder Ballad (2016)[19]

## Programmi televisivi
- Aslı Şafak'la İşin Aslı (Bloomberg HT, 2021) - guest star

## Doppiatori italiani
Nelle versioni in italiano dei suoi film e delle sue serie TV, Mehmet Korhan Fırat è stato doppiato da:
- Marco Giansante[20] in My Home My Destiny,[21] in Love, Reason, Get Even[22]